# سیارک ۱۱۴۳۲
سیارک ۱۱۴۳۲ (به انگلیسی: 11432 Kerkhoven، نامگذاری:1052T-2) یازده هزار و چهارصد و سی و دومین سیارک کشف شده‌است که در ۲۹ سپتامبر ۱۹۷۳ کشف شد.
قدر مطلق سیارک برابر ۱۷.۸ است.